# Roza Underova
Roza Georgievna Underova-Andreeva (in russo Роза Георгиевна Ундерова (Андреева)?; Čedino ora parte di Novočeboksarsk, 26 febbraio 1955, oppure 1957) è un'ex marciatrice sovietica.
Si è vista riconoscere la miglior prestazione mondiale sulla distanza dei 10000 m di marcia su pista, ufficialmente omologato dall'Associazione europea di atletica leggera (EEA), realizzato con il tempo di 46'15"6 e stabilito a Orël, il 28 agosto 1983.
Nel 1983 la sua migliore prestazione personale sui 5 km di marcia era di 22'35".

## Record mondiali

### Seniores
- Marcia 10000 m: 46'15"6m ( Orël, 28 agosto 1983) (detenuto fino al 14 settembre 1983)

## Campionati nazionali
- 2 volte campionessa nazionale di marcia (1982, 1984)[1]

## Altre competizioni internazionali
1983
- 12ª in Coppa del mondo di marcia ( Bergen), marcia 10 km - 47'16"[1][5]
- Argento in Coppa del mondo di marcia ( Bergen), a squadre - 130 p.
- Oro alle VIII Spartachìadi dei Popoli dell'Unione Sovietica[1]